# Brachioppiella corallifera
Brachioppiella corallifera är en kvalsterart som först beskrevs av Sandór Mahunka 1985.  Brachioppiella corallifera ingår i släktet Brachioppiella och familjen Oppiidae. Inga underarter finns listade.